# Mantispa latifrons
Mantispa latifrons är en insektsart som beskrevs av Günther Enderlein 1910. Mantispa latifrons ingår i släktet Mantispa och familjen fångsländor. Inga underarter finns listade i Catalogue of Life.